# Paragorgia aotearoa
Paragorgia aotearoa is een zachte koraalsoort uit de familie Paragorgiidae. De koraalsoort komt uit het geslacht Paragorgia. Paragorgia aotearoa werd in 2005 voor het eerst wetenschappelijk beschreven door Sánchez. 